# Wojciech Dąbrowski (podróżnik)
Wojciech Dąbrowski (ur. 7 stycznia 1947 w Gdańsku) – polski podróżnik, entuzjasta i popularyzator niskobudżetowych podróży po świecie, wieloletni członek The Globetrotters Club w Londynie, z wykształcenia inżynier telekomunikacji.

## Życiorys
Wojciech Dąbrowski pochodzi z gdańskiego Nowego Portu.
Odwiedził 238 państw i terytoriów zależnych świata, nigdy nie korzystając ze wsparcia finansowego jakichkolwiek instytucji. W latach 1989–2020 odbył trzynaście samotnych podróży dookoła świata. Jak sam twierdzi, jest prawdopodobnie pierwszym Polakiem, który odwiedził wszystkie uznane na arenie międzynarodowej państwa świata. Miłośnik wodospadów i wysp. Życiowe motto: Możesz utracić wszystko, ale nikt nie zabierze ci tego, co w życiu zobaczyłeś i przeżyłeś.

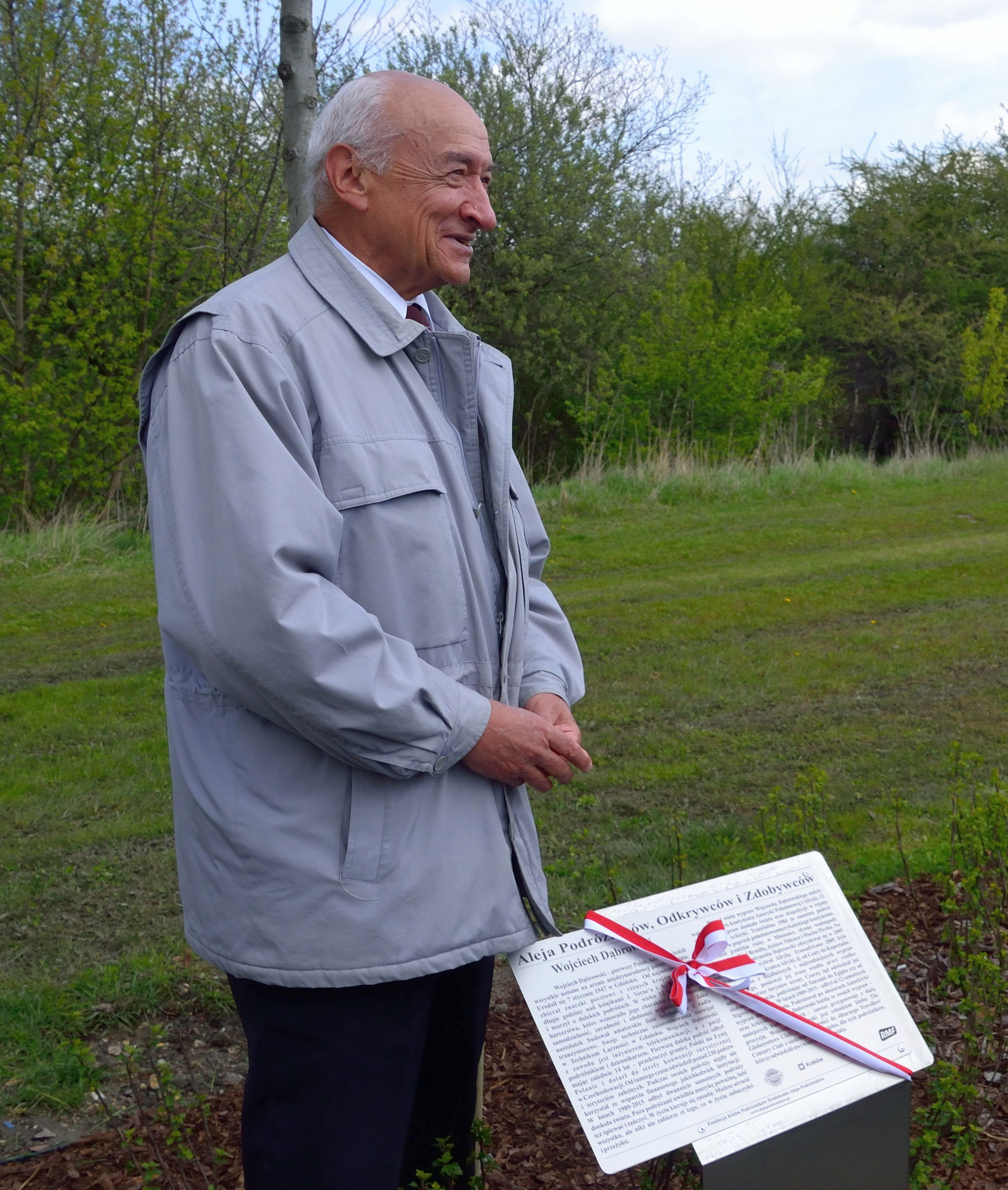
Wojciech Dąbrowski uhonorowany w Alei Podróżników w Krakowie (2017)

## Publikacje i wystąpienia publiczne
Wojciech Dąbrowski jest autorem licznych artykułów o tematyce podróżniczej w prasie krajowej i zagranicznej oraz współautorem dwunastu poradników dla globtroterów wydawnictwa Przez świat. Wielokrotnie występował w audycjach Polskiego Radia, opowiadając o mało znanych regionach świata i o przygotowaniach do swoich wypraw.
Był jednym z prekursorów popularyzacji wiedzy podróżniczej w polskim Internecie. Na swojej stronie internetowej (uruchomionej w 1998 roku) barwnie i wyczerpująco opisuje odbyte wyprawy i odwiedzone kraje. W serwisie tym prowadzi także wirtualny Klub 7 Kontynentów zrzeszający podróżników-pasjonatów z różnych krajów, którzy postawili stopę na wszystkich kontynentach.
W 2008 roku wydał książkę Na siedem kontynentów. Notatnik podróżnika (ISBN 978-83-927819-0-5), dostępną wyłącznie w sprzedaży internetowej i na spotkaniach autorskich.

## Ważniejsze wyprawy
- Trawers Ameryki Południowej w 1984 roku
- Czternaście samotnych wypraw dookoła świata w latach 1989–2024
- Ekspedycje do Antarktyki (1997, 2006, 2010, 2022) i Arktyki (1998, 2002, 2012)
- Transafrykańska wyprawa Ceuta – Kapsztad w 2005 roku